# Call of Duty: Modern Warfare Remastered
Call of Duty: Modern Warfare Remastered – komputerowa gra akcji z serii Call of Duty wyprodukowana przez amerykańskie studio Raven Software. Remaster Call of Duty 4: Modern Warfare z 2007 roku. Gra została wydana 4 listopada 2016 roku na platformy PC, PlayStation 4 oraz Xbox One.

## Wydanie
19 sierpnia 2016 roku podczas targów Gamescom została zapowiedziana gra Call of Duty: Infinite Warfare. Ujawniono wówczas Call of Duty: Modern Warfare Remastered. Gra została wydana 4 listopada na platformy PC, PlayStation 4 oraz Xbox One jako dodatek do edycji specjalnych (Legacy Edition i Digital Legacy Edition, Digital Deluxe Edition i Legacy Pro Edition) Call of Duty: Infinite Warfare.

## Odbiór
Call of Duty: Modern Warfare Remastered otrzymała nagrodę Best of 2016 w kategorii Best Remaster organizowaną przez IGN.